# Бейзаков, Куандык
Куандык Бейзаков (1891 год — 1978) — старший чабан колхоза имени Ленина Сары-Суйского района Джамбулской области, Казахская ССР. Герой Социалистического Труда (1949).

## Биография
Родился в 1891 году в крестьянской семье на территории современного Сарысуского района. Происходит из рода тама племени жетыру. С 16-летнего возраста занимался батрачеством. С начале 1930-х годов вступил в местную сельскохозяйственную артель. Трудился чабаном, выращивая овец каракульской породы. С 1934 года — старший чабан колхоза имени Ленина (с 1957 года — совхоз «Джаильминский») Сары-Суйского района.
В 1948 году, обслуживая отару с 400 овцематками, вырастил в среднем по 121 ягнёнка от каждой сотни овцематок. Получил 90 % смушек первого сорта. Указом Президиума Верховного Совета СССР от 12 июля 1949 года «за получение высокой продуктивности животноводства в 1948 году» удостоен звания Героя Социалистического Труда с вручением ордена Ленина и золотой медали «Серп и Молот».
В 1959 году вышел на пенсию. Проживал в совхозе «Джаильминский» Сары-Суйского района.